# Desirée
För andra betydelser, se Desirée (olika betydelser).

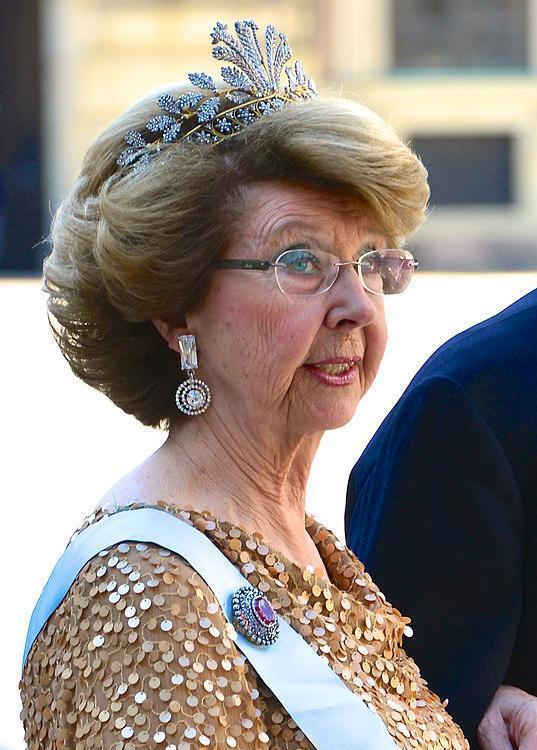
Prinsessan Désirée

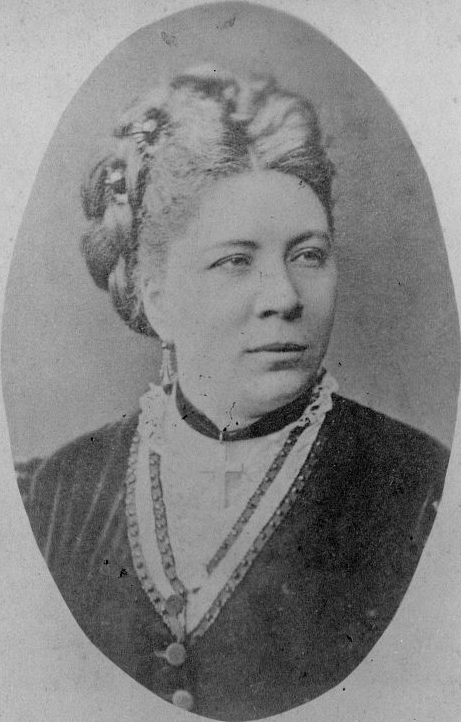
Désirée Artôt

Kvinnonamnet Desirée, Désirée eller Desiree är en fransk form av det latinska desiderata, som betyder den önskade. Den manliga formen är Désiré.
Den blivande drottningen Désirée Bernadotte fick byta namn till Desideria när hon kom till Sverige. 
Den 31 december 2014 fanns det totalt 5 681 kvinnor och folkbokförda i Sverige med namnet Desirée, Désirée eller Desiree, varav 1 468 bar det som tilltalsnamn.
Namnsdag: 23 maj

## Personer med namnet Desirée
- Désirée Clary – hustru till kung Karl XIV Johan (bytte namn till Desideria)
- Désirée – svensk prinsessa, syster till kung Carl XVI Gustaf
- Désirée av Hohenzollern – dotter till prinsessan Birgitta
- Désirée Artôt – belgisk operasångerska
- Desiré Inglander – svensk influerare
- Désirée Pethrus – svensk politiker och riksdagsledamot (kd)
- Désirée Gay – fransk feminist och socialist
- Desiree Heslop – brittisk popsångerska
- Désirée Liljevall – svensk politiker och riksdagsledamot (s)
- Desirée Sparre-Enger – norsk popsångerska
- Desirée Annette Weeks (Des'ree) – engelsk sångerska

### Fiktiv person
- Desirée Lindman – rollfigur i tv-serien Rederiet